# Theodore Gourdin
Theodore Gourdin (* 20. März 1764 bei Kingstree, Williamsburg County, Province of South Carolina; † 17. Januar 1826 in Pineville, South Carolina) war ein US-amerikanischer Politiker. Zwischen 1813 und 1815 vertrat er den Bundesstaat South Carolina im US-Repräsentantenhaus.

## Werdegang
Theodore Gourdin besuchte die Schulen in Charleston. Außerdem wurde er zeitweise in Europa unterrichtet. Nach seiner Rückkehr nach South Carolina wurde er als Pflanzer tätig. Gleichzeitig wurde er Mitglied der von Thomas Jefferson gegründeten Demokratisch-Republikanischen Partei.
1812 wurde Gourdin im dritten Wahlbezirk von South Carolina in das US-Repräsentantenhaus in Washington, D.C. gewählt. Dort trat er am 4. März 1813 die Nachfolge von David Rogerson Williams an. Bis zum 3. März 1815 absolvierte er aber nur eine Legislaturperiode im Kongress, die von den Ereignissen des Britisch-Amerikanischen Krieges bestimmt waren. Während dieses Krieges wurde die Bundeshauptstadt Washington zwischenzeitlich von den Briten besetzt.
Nach dem Ende seiner Zeit im US-Repräsentantenhaus zog sich Theodore Gourdin wieder aus der Politik zurück. In den folgenden Jahren widmete er sich wieder seinen landwirtschaftlichen Aktivitäten. Er starb am 17. Januar 1826 in Pineville.